# 216 Cleópatra

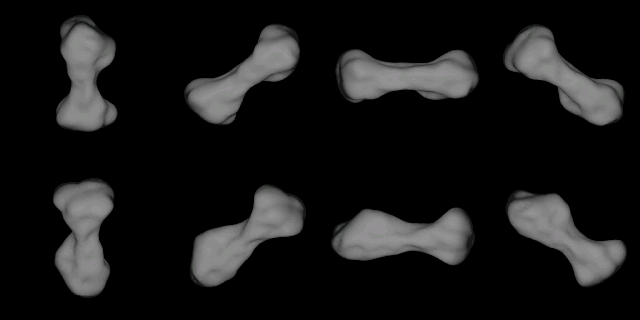
O asteroide

216 Cleópatra (pronuncia-se / kli əpætrə ˌ ː /) é um asteroide do cinturão principal trinário que foi descoberto por Johann Palisa em 10 de abril de 1880, em Pula. É nomeado em homenagem a Cleópatra, a rainha do Egito.
Cleópatra tem uma forma incomum que tem sido comparada ao osso de um cão. Seu formato bilobado foi revelado pela óptica adaptativa do telescópio de 3,6 m do ESO em La Silla, gerido pelo Observatório Europeu do Sul. Saltando sinais de radar do asteroide, uma equipe de astrônomos do Radiotelescópio de Arecibo, em Porto Rico, foi capaz de desenvolver um modelo de computador mais detalhado de sua forma, que confirmou o osso de um cão como a sua forma. Uma explicação é que favoreceu Kleopatra é um contato binário: dois asteroides de tamanho similar que colidiram e se aglutinaram em vez de se desfazer.
Cleópatra é um asteroide relativamente grande, medindo 217 × 94 × 81 km. Acredita-se ser um objeto metálico ligeiramente comprimido, com base no seu albedo radar.

## Satélites
Em setembro de 2008, Franck Marchis e seus colaboradores anunciaram que a utilização do Observatório W. M. Keck e seu sistema Adaptive Optics, que haviam descoberto duas luas que orbitam Cleópatra. Elas foram provisoriamente chamadas de S/2008 (216) 1 e S/2008 (216) 2, as mesmas foram posteriormente nomeadas oficialmente de Alexhelios e Cleoselene, respectivamente. O satélite exterior tem cerca de 5 km de diâmetro e o satélite interior tem cerca de 3 km de diâmetro.